# Плунжерний насос

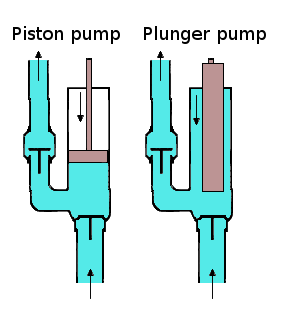
Поршневий насос у порівнянні з плунжерним насосом.

Плу́нжерний насос — об'ємний насос, витісняльною деталлю якого є плунжер, що відрізняється від поршня меншим діаметром, завдяки чому можна досягти вищого напору при меншій подачі. З погляду гідравліки, плунжерний насос не відрізняється від поршневого. При однаковому протіканні робочого процесу характеризуються простішою експлуатацією, завдяки відсутності змінних деталей (поршневих кілець, манжет тощо.)

## Приклади
Плунжерні насоси фірми «URACA» (ФРН) експлуатують у важких умовах, зокрема у вугільній промисловості для приводу гідравлічних машин та апаратів, при гідротранспорті вугілля, а також при видобутку нафти і транспортуванні її магістральними трубопроводами.
Плунжерні насоси фірми «Wirth» (ФРН), які застосовують для транспортування твердих матеріалів, обладнані системою промивання плунжерів, що запобігає контактуванню транспортованого середовища з поверхнею плунжерів. У порівнянні з діафрагмово-поршневими насосами плунжерні дешевші, проте мають більшу кількість швидкозношуваних деталей і, відповідно, більші експлуатаційні втрати.

## Корисна довжина ходу плунжера
Корисна довжина ходу плунжера — відстань, на яку переміщується плунжер штангового насоса під час роботи штангово-насосного устаткування і яка визначає величину дійсної подачі цього насоса.